# Туртманн-Унтеремс
Туртманн-Унтеремс (нім. Turtmann-Unterems) — громада  в Швейцарії в кантоні Вале, округ Лойк.

## Географія
Громада розташована на відстані близько 75 км на південь від Берна, 28 км на схід від Сьйона.
Туртманн-Унтеремс має площу 42,4 км², з яких на 3,2% дозволяється будівництво (житлове та будівництво доріг), 14,2% використовуються в сільськогосподарських цілях, 12,3% зайнято лісами, 70,4% не є продуктивними (річки, льодовики або гори).

## Демографія
2019 року в громаді мешкало 1100 осіб (-4,9% порівняно з 2010 роком), іноземців було 9,5%. Густота населення становила 26 осіб/км².
За віковим діапазоном населення розподілялося таким чином: 17,8% — особи молодші 20 років, 62,1% — особи у віці 20—64 років, 20,1% — особи у віці 65 років та старші. Було 477 помешкань (у середньому 2,3 особи в помешканні).
Із загальної кількості 529 працюючих 104 було зайнятих в первинному секторі, 169 — в обробній промисловості, 256 — в галузі послуг.